# 粘割斡特剌
粘割斡特剌（1130年—1198年），译名又作粘哥斡特剌。金朝将领。女真族粘割部人，盖州（治今辽宁省盖州市）别里卖猛安奚屈谋克人。
海陵王完颜亮贞元初年，以通女真字试补户部令史，转尚书省令史。金世宗大定七年（1167年），选任吏部主事，后任右补阙、修起居注。历任左司员外郎、右卫将军、右副都点检。出为河南路统军都监，授昌武军节度使。大定十八年（1178年），入为刑部尚书，旋拜参知政事。大定二十三年（1183年），进尚书右丞，兼枢密副使，转任尚书左丞。大定二十八年（1188年）出为上京留守，不久致仕。金章宗承安元年（1196年），北方边境有事，他被起复任命为东京留守、上京留守。承安二年（1197年）九月，还朝，拜平章政事，封芮国公。次年粘割斡特剌去世，谥号成肃。

## 延伸阅读
[在维基数据编辑]
 《金史·卷95》，出自脱脱《遼史》